# بيتر موريس (جراح)
بيتر موريس (بالإنجليزية: Peter John Morris)‏ هو جراح أسترالي، ولد في 29 سبتمبر 1943.